# Anisozyga insperata
Anisozyga insperata är en fjärilsart som beskrevs av Walker 1861. Anisozyga insperata ingår i släktet Anisozyga och familjen mätare. Inga underarter finns listade i Catalogue of Life.